# Mistrzostwa małych państw Europy w szachach
Mistrzostwa małych państw Europy, oficj. ESNA Individual Championship – indywidualne rozgrywki szachowe, organizowane przez European Small Nations Association (ESNA), prowadzone co dwa lata. Po raz pierwszy rozegrane w 2014 roku.

## Format rozgrywek
Turniej jest rozgrywany systemem kołowym. Na pierwsze 40 posunięć zawodnicy mają 90 minut czasu, a na pozostałą część partii 30 minut. Przysługuje również bonifikata 30 sekund za każdy ruch.

## Zwycięzcy
| Rok  | Gospodarz   |                      |                         |                         |
| ---- | ----------- | -------------------- | ----------------------- | ----------------------- |
| 2014 | Cypr        | Michael Wiedenkeller | Igor Jefimow            | Óscar de la Riva Aguado |
| 2016 | Luksemburg  | Helgi Ziska          | Óscar de la Riva Aguado | Michael Wiedenkeller    |
| 2018 | Wyspy Owcze | Helgi Ziska          | Igor Jefimow            | Fred Berend             |